# クラーク郡 (ワシントン州)
クラーク郡（英: Clark County）は、アメリカ合衆国ワシントン州の南西部に位置する郡である。人口は50万3311人（2020年）。郡庁所在地はバンクーバーであり、郡内では最大の法人化都市である。コロンビア川を挟んでオレゴン州のポートランドがある。
クラーク郡はルイス・クラーク探検隊のウィリアム・クラークにちなんで名付けられており、ワシントン州では最初の郡である。1845年8月20日にオレゴン準州暫定政府によって創設され、当時は現在のワシントン州全体が郡内に含まれていた。

## 歴史
クラーク郡は1844年7月27日に「バンクーバー地区」として始まった。コロンビア川より北、ロッキー山脈の西、アラスカの南全ての土地を含んでいた。1845年、暫定政府がその名前をバンクーバー郡とした。当時はコロンビア川からブリティッシュコロンビア州の北緯54度40分まで広がっていた。1846年6月15日、アメリカ合衆国上院が、アメリカとカナダの国境を現在の北緯49度線で承認した。
1848年8月13日、ジェームズ・ポーク大統領がこの地域全体をオレゴン準州として組織化する法案に署名した。1849年9月3日、オレゴン準州議会が再度境界を変更し、探検家ウィリアム・クラークに因んでその名前をクラーク郡（当時はClarke と綴った）と改名した。当時はワシントン全州を含でいたが、その後分割、再分割を繰り返し、1880年に現在の境界になった。現在の綴りに改定されたのは1925年になってからだった。
1902年9月、州の歴史の中でも最大のヤコルト大火が東に隣接するスカマニア郡で始まり、西に広がってその前線は12マイル (19 km) となり、ヤコルトの町をほとんど包み込むまでになった。焼け残った木材を切り出すことは暫くの間儲かる事業になった。

## 政治
クラーク郡はアメリカ合衆国大統領選挙で勝敗の鍵を握る郡である。2008年の選挙では民主党のバラク・オバマが95,356票（51.85%）を獲得してクラーク郡を制し、共和党のジョン・マケインは84,242票（45.79%）、独立系のラルフ・ネーダーは1,791票（0.97%）だった。しかし、2000年と2004年の2度の選挙では、共和党のジョージ・W・ブッシュが勝利を獲得してそれぞれジョン・ケリー（52%対47%）とアル・ゴア（49%対46%）を破った。ロナルド・レーガンを2度、ビル・クリントンを2度勝利させたように、常に当選する側に多数票を投じてきた。当選できなかった候補者がクラーク郡を制した例としては、1968年の選挙でリチャード・ニクソンに敗れたヒューバート・ハンフリー、1988年の選挙でジョージ・H・W・ブッシュに敗れたマイケル・デュカキスだった。
民主党のアメリカ合衆国上院議員パティ・マレーは2010年の上院選挙で52%の得票率でクラーク郡を辛うじて制したが、2004年の選挙では共和党候補のジョージ・ネザーカットに敗れていた。
州知事選挙では2008年に共和党のディノ・ロッシがクラーク郡で91,301票（51.01%）を得票し、民主党のクリスティン・クレゴワール（87,683票、49.89%）を制したが、州全体では落選した。2004年の選挙でもロッシがグレゴワールに53%対45%で郡を制していたが、州全体では133票差で敗れた。
クラーク郡はポートランド・メディアマーケットに入っており、州の発議権投票でも他の地域とは異なる結果になることが多い。さらに社会的にかなりリベラルなシアトルの郊外とは異なり、大麻の合法化に反対するなど保守的な投票動向を示す傾向にあり、地域の家族型有権者にはアピールしないと見られている。

## 地理と気候
アメリカ合衆国国勢調査局に拠れば、郡域全面積は656平方マイル (1,699.0km2)であり、このうち陸地は628平方マイル (1,626.5 km2)、水域は28平方マイル (72.5 km2)で水域率は4.27%である。
クラーク郡は南と西の2方向をコロンビア川が境界となり、北境界はルイス川の北支流となっている。ルイス川の東支流とワシューガル川が郡内を横切っている。郡内に入ってしまう水流で最大のものはサーモン・クリークである。
ピュージェット湾から南のウィラメットバレーまでオレゴン州とワシントン州の大半と同様に、クラーク郡の景観と気候は火山性太平洋海岸山脈とカスケード山脈の間にあることで決定付けられ、ここでは氷河の作用でコロンビア川渓谷から出てくるときにコロンビア川のバレーと合うU字形のバレーを形成してきた。火山灰性土壌が普通であり、下流は肥沃な軟土壌である。郡中央と南西部は概して平坦な氾濫原であり、前史時代のミズーラ湖からの奔流で彫りこまれてきた。15,000年から13,000年前にミズーラ洪水と呼ばれる一連の大きな洪水が起こり、幾つかの氷のダムが溶けて、「ハイツ」、「ミルプレイン」、フォースプレイン」および「フィフスプレイン」のような一連の低い段丘を形成した。ケッペンの気候区分では地中海性気候（"Csa"）にあたる。
バンクーバー湖など多くの湖がリッジフィールド近くの低地にある川と接している。郡東部と北部はカスケード山脈の森林丘陵があり、スカマニア郡との郡境では標高4,000フィート (1,200 m) にまで上がる。ラーチ山が郡内の最高独立峰である。
地域の植物相と動物相には、低地のビッグリーフメープル（Acer macrophyllum）やベイスギ（Thuja plicata）からゲーリーオーク（Quercus garryana）を経て、ギフォード・ピンチョー国立の森でよく見られる耐火性のあるロッジポール松やベイマツ（Pseudotsuga menziesii）、さらにはグランドファー（Abies grandis）やシルバーファー（Abies alba）などへ種の遷移が見られる。オオアオサギやアメリカフクロウ、ミサゴ、アカオノスリ、ハクトウワシなど猛禽類、カラス科のワタリガラス、アメリカガラス、ウェスタンスクラブ、ステラーカケスなど、様々な種類の鳥類に加えて、水流には多くの種のサケが生息し、バークーバー・マス孵化場もある。大型動物としては、クロオジカ、コヨーテ、アライグマ、スカンクおよび外来種のオポッサムがいる。クリックタット族やチヌーク族インディアンの常用食にはサケ、ハックルベリーおよびカマシア・クァマシュ（ワシントン州キャマス市の名前の由来）があった。
フッド山、セント・ヘレンズ山およびアダムズ山が郡内で視認できる。コロンビア川渓谷を抜けて来る冷たい冬の風が凍るような雨をもたらすことが多く、また地元では「シルバーソー」と呼ばれるグレイズアイスあるいはクリアアイスの雨氷が、特に渓谷に近い郡内南東部で見られる。これとは逆に南東部からの暖かい風はパイナップルエクスプレスと呼ばれている。
春の雪解け水は郡内の水路を溢れさせ、1894年6月と1948年5月にはコロンビア川の洪水の中でも最大のものが起こった。1948年のメモリアルデイズ洪水は州境の橋の橋脚上にまで達し、近くのバンポートの町を完全に破壊した。ザ・ダレスダムの建設とセリオ滝の破壊により、このような洪水は減った。
クラーク郡で起こった激しい暴風としては1962年10月12日のコロンブス・デー暴風と1972年4月6日に起こり地元の学校を襲った藤田スケールF3 の竜巻がある。1981年11月の「13日の金曜日」暴風は風速70マイル毎時 (31 m/s) に達した。その他1993年1月20日の大統領就任式の日暴風、1995年12月12日のワシューガルで風速(95マイル毎時 (42 m/s) を記録した暴風、2008年1月10日にバンクーバー湖のボート小屋を破壊し、ヘイゼルデルの建物に損傷を与えた後にホッキンソンで消失した小さな竜巻があった。

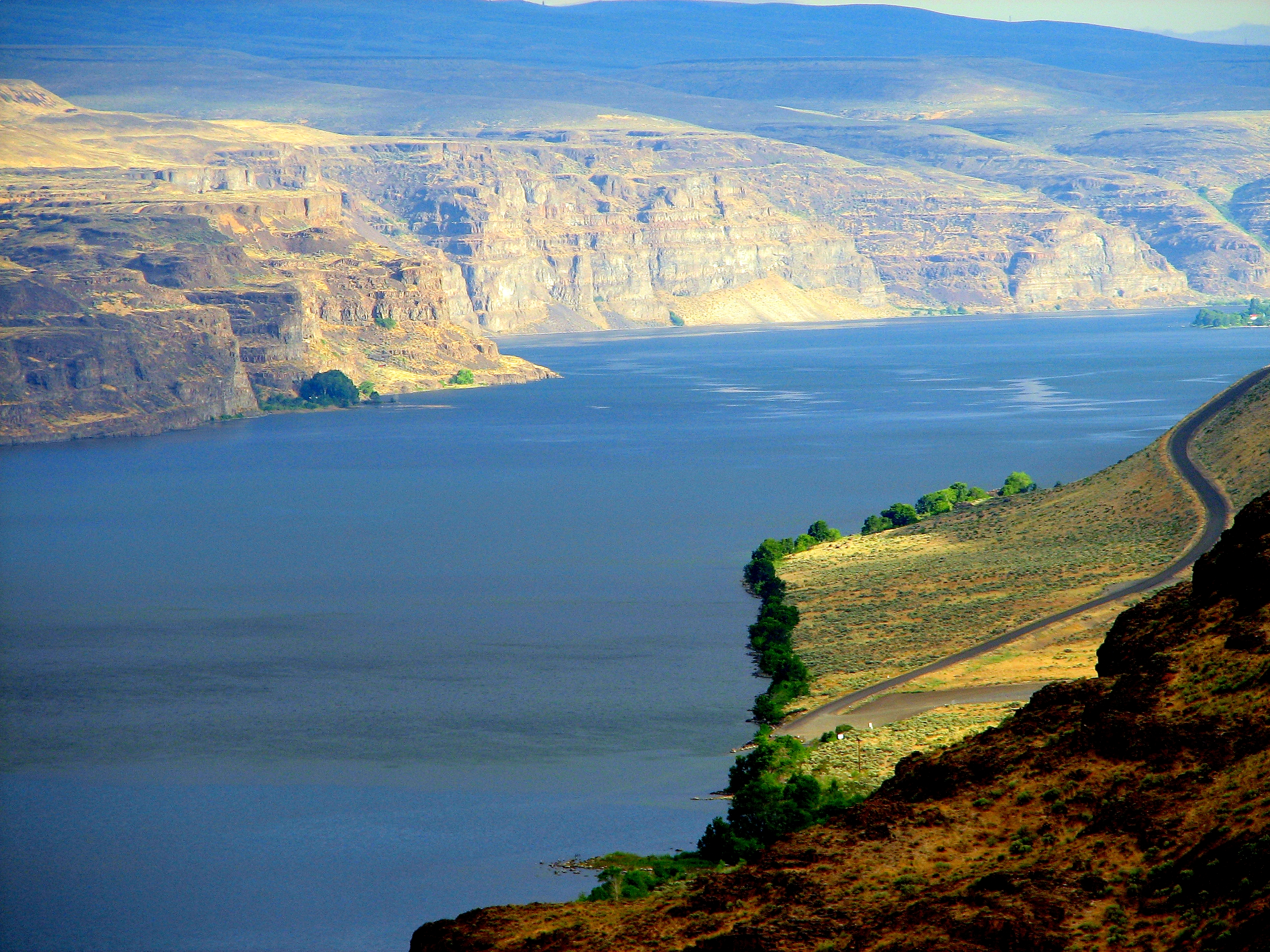
コロンビア川の断崖

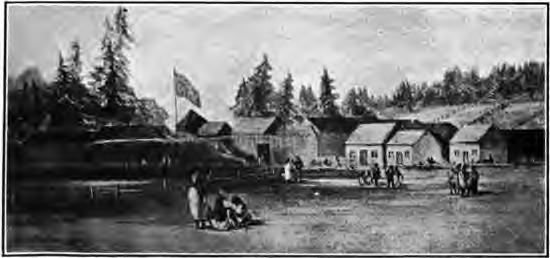
バーンクーバー砦、1825年

### 特徴的な地形
| - カスケード山脈 - コロンビア川 - バンクーバー湖 - ルイス川東支流 - ラキャマス・クリーク - ラキャマス湖 - バトルグラウンド湖 - ムールトン滝 | - ルシア滝 - ラーチ山 - シルバースター山 - ルイスビル公園 - デイブレイク公園 - バンクーバー湖公園 - クラインライン公園 |

### 主要高規格道路
- 州間高速道路5号線
- 州間高速道路205号線
- ワシントン州道14号線
- ワシントン州道500号線
- ワシントン州道501号線
- ワシントン州道502号線
- ワシントン州道503号線

#### 元高規格道路
- ワシントン州道140号線

### 隣接する郡
- カウリッツ郡 - 北
- スカマニア郡 - 東
- マルトノマ郡 (オレゴン州) - 南
- コロンビア郡 (オレゴン州) - 南西

### 国立保護地域
- バンクーバー砦国立歴史史跡（部分）
- ギフォード・ピンチョー国立の森（部分）
- リッジフィールド国立野生生物保護区
- スタイガーワルド湖国立野生生物保護区

## クラーク郡青年委員会
クラーク郡青年委員会クラーク郡管理委員会の市民諮問組織である。委員会は郡中の各教育学区から2人ずつ、11歳から19歳の若者約30人で構成されている。1998年に創設されて以来、郡管理委員会やその他部局に対して様々な青年にとって重要な問題について助言を与えてきた。例えば花火の政策や経済開発計画があった。
郡政策を立案することに加え、毎年ある問題について促進あるいは戦うための若者主導の企画を実施している。例えば青年会館での公民権オープンハウス、視覚障害児のための義捐コンサート、および「自由の答」があった。毎年、郡周辺の青年を称えるためにスカイビュー高校でクラーク郡青年の成果祝祭も開催している。
2008年には持続可能な発展政策形成に関わった。

## 人口動態
以下は2000年国勢調査による人口統計データである。
| 基礎データ - 人口: 345,238人 - 世帯数: 127,208 世帯 - 家族数: 90,953 家族 - 人口密度: 212人/km2（550人/mi2） - 住居数: 134,030軒 - 住居密度: 82軒/km2（213/mi2） 人種別人口構成 - 白人: 88.82% - アフリカン・アメリカン: 1.68% - ネイティブ・アメリカン: 0.84% - アジア人: 3.21% - 太平洋諸島系: 0.37% - その他の人種: 1.99% - 混血: 3.08% - ヒスパニック・ラテン系: 4.71% 先祖による構成 - ドイツ系：17.7% - イギリス系：10.2% - アイルランド系：8.6% - アメリカ人：8.6% - ノルウェー系：5.1% 第一言語による構成 - 英語：88.8% - スペイン語：3.6% - ロシア語：1.9% | 年齢別人口構成 - 18歳未満: 28.7% - 18-24歳: 8.4% - 25-44歳: 30.8% - 45-64歳: 22.6% - 65歳以上: 9.5% - 年齢の中央値: 34歳 - 性比（女性100人あたり男性の人口） - 総人口: 98.5 - 18歳以上: 95.9 世帯と家族（対世帯数） - 18歳未満の子供がいる: 37.2% - 結婚・同居している夫婦: 56.8% - 未婚・離婚・死別女性が世帯主: 10.3% - 非家族世帯: 28.5% - 単身世帯: 21.8% - 65歳以上の老人1人暮らし: 6.8% - 平均構成人数 - 世帯: 2.69人 - 家族: 3.15人 収入と家計 - 収入の中央値 - 世帯: 48,376米ドル - 家族: 54,016米ドル - 性別 - 男性: 41,337米ドル - 女性: 28,537米ドル - 人口1人あたり収入: 21,448米ドル - 貧困線以下 - 対人口: 9.1% - 対家族数: 6.9% - 18歳未満: 11.7% - 65歳以上: 6.8% |

## 都市と町
- バンクーバー（郡庁所在地）
- キャマス
- バトルグラウンド
- ワシューガル
- ラセンター
- リッジフィールド
- ウッドランド、一部がクラーク郡、主にカウリッツ郡内にある
- ヤコルト

## 国勢調査指定地域
| - アンボイ - バーバートン - ブラッシュプレーリー - チェリーグローブ - ドラーコーナー - フェリダ - ファイブコーナーズ - ヘイゼルデル、国勢調査では次の2つに分かれる - ヘイゼルデル・ノース - ヘイゼルデル・サウス - ホッキンソン | - レイクショア - ルイスビル - メドウグレイド - ミルプレイン - ミネハハ - マウントビスタ - オーチャーズ - サーモンクリーク - ビーナーズボーグ - ウォルナットグローブ |

## その他の町
- チェラッチー
- ハイソン
- シフトン